# 中神拓都
中神 拓都（なかがみ たくと、2000年5月29日 - ）は、岐阜県岐阜市出身の元プロ野球選手（内野手）。右投右打。

## 経歴
岐阜市立長森南小学校1年から野球を始め、岐阜市立長森南中学校では軟式野球の岐阜フェニックスに所属。
市立岐阜商業高では1年から遊撃でレギュラー。高校では遊撃手のほかに投手も務め、最速146km/hをマーク。
2018年10月25日のドラフト会議で広島東洋カープから4位で指名を受け、11月21日に契約金4000万円、年俸500万円（金額はともに推定）で仮契約した。背番号は56。
一軍出場がないまま、2022年オフに戦力外通告を受ける。
広島退団後は岐阜に戻り、軟式野球でプレーしている。

## プレースタイル・人物
50メートル5秒9の脚力、高校通算46本塁打のパンチ力、遠投115メートルの肩と、走攻守三拍子に魅力を持つ選手。自身も「引っ張るだけではなくて長打も打てると思う。トリプル３を目指したいです」とプロ入り後の目標を掲げた。
同世代で同じ岐阜県出身、同じく投手と遊撃手の二刀流と共通点が多い根尾昂とは、高校2年春の練習試合で打者として対戦（結果は空振り三振）。「小園選手とかは甲子園で活躍して凄いなと。今の段階ではドラフト4位ですけど、持っているものもあるし、やることは僕もやってきた。プロの世界に入れば振り出しに戻るので、負けないようにしたいです」と語った。
理想の選手に高校時代に投手経験もあり、プロ入り後に遊撃手の経験もあるという共通点を持つ鈴木誠也を挙げ「鈴木誠也選手のようにチャンスで打てるような、ファンの期待に応えるような打者になりたい」と語り、担当スカウトの松本有史も「まさに鈴木誠也みたいにチームを背負って立つ選手になってほしい」と期待を込める。

## 詳細情報

### 年度別打撃成績
- 一軍公式戦出場なし

### 背番号
- 56（2019年[3] - 2022年）